# Alex Harris
Alexander Corey Harris, detto Alex (Mission Viejo, 30 gennaio 1986), è un ex cestista statunitense.

## Carriera
Negli anni del college ha giocato per l'UC Santa Barbara con gli UCSB Gauchos. Chiude la carriera in NCAA con 14,3 punti, 3,7 rimbalzi e 1,9 assist di media (118 gare giocate, media di 29,9 minuti sul parquet). Nella propria conference, viene eletto nel miglior quintetto nel 2007 e nel 2008. Sempre nel 2008 vince la regular season ed il premio del giocatore dell’anno.
Terminata l'esperienza collegiale, nella stagione 2009-10 firma in Polonia con PGE Turow, partecipando all’Eurocup e arrivando in finale play-off del campionato. Nella stagione 2010-11 si accorda con l’Energa Czarni Slupsk, sempre in Polonia.
Dopo due anni in Polonia, approda in Germania. Nella stagione 2011-12 firma per il Ludwigsburg: 12,1 punti, 2,6 rimbalzi e 1,4 assist di media nel primo campionato tedesco. Nella stagione successiva (2012-13) rimane in Germania firmando per il Bremerhaven (7,6 punti, 2,2 rimbalzi e 1,8 assisti di media). Nel 2013-14 firma con i Walter Tigers rimanendo in Germania per il terzo anno consecutivo (10,9 punti, 4 rimbalzi e 1,4 assist di media).
Il 21 dicembre 2014 firma in Grecia per l'Aries Trikala. Qui in 14 gare viaggia con 16,2 punti (49% dal campo e 50% da tre, secondo miglior tiratore del campionato), 2,6 rimbalzi e 2 assist di media.
Il 22 luglio diventa ufficialmente un giocatore dell'Enel Basket Brindisi. Chiude la stagione 2015-16 con 7,1 punti (con il 45,6% da tre), 2,2 rimbalzi e 1,3 assist di media in 30 gare in Serie A e con 9,3 punti, 2,4 rimbalzi e 1,1 assisti di media in 10 gare di EuropCup.